# Gmina Prairie (hrabstwo Davis)

Położenie Gminy Prairie w hrabstwie Davis

Gmina Prairie (ang. Prairie Township) – gmina w USA, w stanie Iowa, w hrabstwie Davis. Według danych z 2000 roku gmina miała 394 mieszkańców, a jej powierzchnia wynosi 71,57 km².